# Whitey on the Moon
Whitey on the Moon é um poema cantado de Gil Scott-Heron, criticando o financiamento bilionário do Governo dos Estados Unidos para o programa espacial Apollo 11, enquanto negligenciavam questões sociais. A música foi lançada no ano de 1970, em seu primeiro álbum, Small Talk at 125th e Lenox.

## História
No dia 20 de julho de 1969, astronautas americanos pousaram na lua através do programa espacial Apollo 11. O custo do programa espacial foi de US$ 25,4 bilhões e a taxa de pobreza negra, nos Estados Unidos, era de 33,5% (1968).
Em 1970, Gil Scott-Heron compôs a letra da canção e a lançou no álbum Small Talk at 125th e Lenox, tendo como percussionistas, Eddie Knowles e Charlie Saunders. A letra fala das condições precárias de moradia, os altos custos com saúde e alimentação, e os aumentos dos impostos, enquanto homens brancos estão na Lua.

## Letra
| Versão em inglês "A rat done bit my sister Nell. (with Whitey on the moon) Her face and arms began to swell. (and Whitey's on the moon) I can't pay no doctor bill. (but Whitey's on the moon) Ten years from now I'll be payin' still. (while Whitey's on the moon) The man jus' upped my rent las' night. ('cause Whitey's on the moon) No hot water, no toilets, no lights. (but Whitey's on the moon) I wonder why he's uppi' me? ('cause Whitey's on the moon?) I was already payin' 'im fifty a week. (with Whitey on the moon) Taxes takin' my whole damn check, Junkies makin' me a nervous wreck, The price of food is goin' up, An' as if all that shit wasn't enough A rat done bit my sister Nell. (with Whitey on the moon) Her face an' arm began to swell. (but Whitey's on the moon) Was all that money I made las' year (for Whitey on the moon?) How come there ain't no money here? (Hm! Whitey's on the moon) Y'know I jus' 'bout had my fill (of Whitey on the moon) I think I'll sen' these doctor bills, airmail special (to Whitey on the moon)" | Tradução para português "Um rato mordeu a minha irmã Nell (com branquelo na lua) Seu rosto e braços começaram a inchar (e branquelo está na lua) Não posso pagar nenhuma conta do médico (mas branquelo está na lua) Daqui a dez anos, estarei pagando ainda (enquanto branquelo está na lua) O homem aumentou meu aluguel noite passada (porque branquelo está na lua) Sem água quente, sem banheiros, sem luzes (mas branquelo está na lua) Eu me pergunto por que ele está aumentando? (porque branquelo está na lua?) Bem, eu já estava pagando a ele cinquenta por semana (com branquelo na lua) Impostos levando todo o meu maldito cheque Viciados me deixando uma pilha de nervos O preço da comida está subindo E como se toda essa merda não fosse suficiente: Um rato mordeu a minha irmã Nell (com branquelo na lua) Seu rosto e braço começaram a inchar (e branquelo está na lua) Foi todo o dinheiro que ganhei ano passado (para branquelo na lua?) Como é que não tenho dinheiro aqui? (hum! Branquelo está na lua) Sabe que eu só estava com meu preenchimento (de branquelo na lua) Eu acho que vou enviar essas contas do médico, para o especial correio aéreo (para branquelo na lua)" |